# Pat McCrory

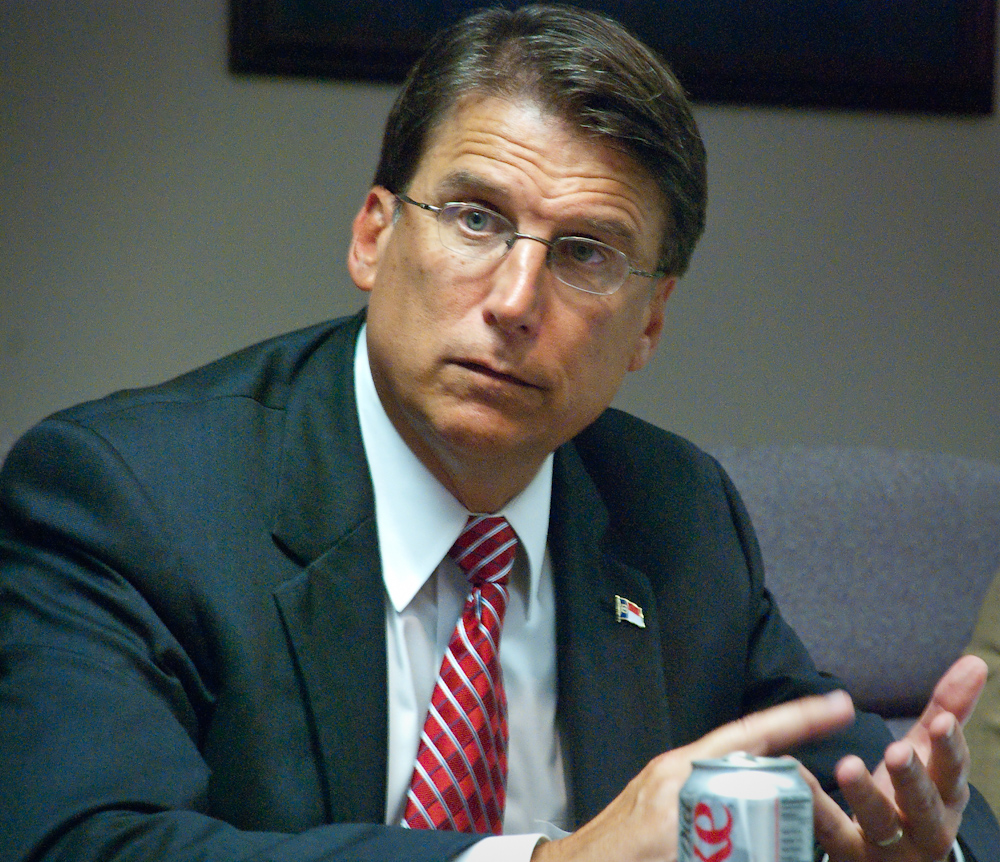
Pat McCrory (Juli 2012)

Patrick Lloyd „Pat“ McCrory (* 17. Oktober 1956 in Columbus, Ohio) ist ein US-amerikanischer Politiker. Er war vom 5. Januar 2013 bis 1. Januar 2017 Gouverneur des Bundesstaates North Carolina.

## Leben

### Kindheit und Jugend
Pat McCrory wurde als jüngstes von vier Kindern von Rollin und Audrey McCrory in Columbus, Ohio geboren. Sein Vater, Ingenieur von Beruf, war zeitweise Mitglied des Gemeinderats von Worthington, einem Vorort von Columbus.
McCrory wuchs bis zu seinem neunten Lebensjahr in Ohio auf. 1965 zog seine Familie 1965 nach North Carolina, wo er in Jamestown, einem Vorort von Greensboro, heranwuchs. Er wurde 1972 in der Jamestown Junior High-Schule zum Schülersprecher gewählt.

### Werdegang
Nach seinem Schulabschluss, 1974, schrieb er sich am Catawba College in Salisbury, North Carolina ein, an dem er den Beruf des Lehrers studierte. Er erhielt zwar 1978 die Zulassung, als Lehrer unterrichten zu dürfen, nahm jedoch eine Anstellung beim Energieversorger Duke Energy an. In den kommenden Jahren arbeitete er sich dort vom Arbeiter, der auf Strommasten die Elektrizitätsversorgung gewährleiste, zum leitenden Berater in der Wirtschafts- und Finanzabteilung empor.

### Politische Laufbahn
McCrory ging in die Politik, als er für die Republikanische Partei in den Stadtrat von Charlotte gewählt wurde. 1993 wurde er zum Vizebürgermeister gewählt.
1995 kandidierte McCrory mit Erfolg für das Amt des Bürgermeisters von Charlotte. Er war bei Amtsantritt 39 Jahre alt und der bis dato jüngste Bürgermeister von Charlotte. McCrory war ein sehr beliebter Bürgermeister; er erhielt bei seinen sechs Wiederwahlen stets deutlich mehr Stimmen als sein demokratischer Herausforderer. 1997 erhielt er 78 Prozent der Stimmen und Jim Harwood von den Demokraten rund 20 Prozent.
Seine erste Wahlniederlage erlebte McCrory 2008, als er erstmals für das Amt des Gouverneurs von North Carolina kandidierte und dabei mit 46,88 Prozent zu 50,27 Prozent gegen die demokratische Herausforderin Beverly Perdue verlor. Er gab 2009 nach 14 Jahren seinen Abschied als Bürgermeister von Charlotte bekannt, verließ (nach rund drei Jahrzehnten) auch Duke Energy und begann als Unternehmensberater in der Firma seines Bruders zu arbeiten.
2012 kandidierte McCrory erneut für das Amt des Gouverneurs von North Carolina und gewann mit 54,7 % zu 43,2 % gegen den demokratischen Kandidaten Walter H. Dalton. Er war der erste republikanische Gouverneur von North Carolina seit James G. Martin (vom 1. Januar 1985 bis Ende 1992 Gouverneur). 
McCrory unterlag bei der Gouverneurswahl 2016 knapp (48,80 % zu 49,02 %) dem Demokraten Roy Cooper.

### Privatleben
Pat McCrory ist kinderlos und seit 1988 mit seiner Frau Ann verheiratet.